# Munidion princeps
Munidion princeps là một loài chân đều trong họ Bopyridae. Loài này được Hansen miêu tả khoa học năm 1897.